# Пезан
Пеза́н (фр. Pezens) — коммуна во Франции, находится в регионе Лангедок — Руссильон. Департамент коммуны — Од. Входит в состав кантона Альзон. Округ коммуны — Каркасон.
Код INSEE коммуны — 11288.

## Население
Население коммуны на 2008 год составляло 1251 человек.
| 1962 | 1968 | 1975 | 1982 | 1990 | 1999 | 2008 |
| ---- | ---- | ---- | ---- | ---- | ---- | ---- |
| 914  | 934  | 1212 | 1287 | 1090 | 1301 | 1251 |

## Экономика
В 2007 году среди 791 лица в трудоспособном возрасте (15—64 лет) 543 были экономически активными, 248 — неактивными (показатель активности — 68,6 %, в 1999 году было 66,7 %). Из 543 активных работали 469 человек (248 мужчин и 221 женщина), безработных было 74 (31 мужчина и 43 женщины). Среди 248 неактивных 105 человек были учащимися или студентами, 84 — пенсионерами, 59 были неактивными по другим причинам.

## Достопримечательности
- Часовня Сент-Маделин
- Замок Пеш-Редон
- Замок Альзо